# Scambus planatus
Scambus planatus är en stekelart som först beskrevs av Hartig 1838.  Scambus planatus ingår i släktet Scambus och familjen brokparasitsteklar. Enligt den finländska rödlistan är arten nära hotad i Finland. Arten är reproducerande i Sverige. Artens livsmiljö är skogar. Inga underarter finns listade i Catalogue of Life.